# NGC 1868
NGC 1868 est un amas ouvert situé dans la constellation de la Dorade. Cet amas est situé dans le Grand Nuage de Magellan. Il a été découvert par l'astronome britannique John Herschel en 1834.
À ce jour, cinq mesures non basées sur le décalage vers le rouge (redshift) donnent une distance de 0,052 ± 0,004 Mpc (∼170 000 al).

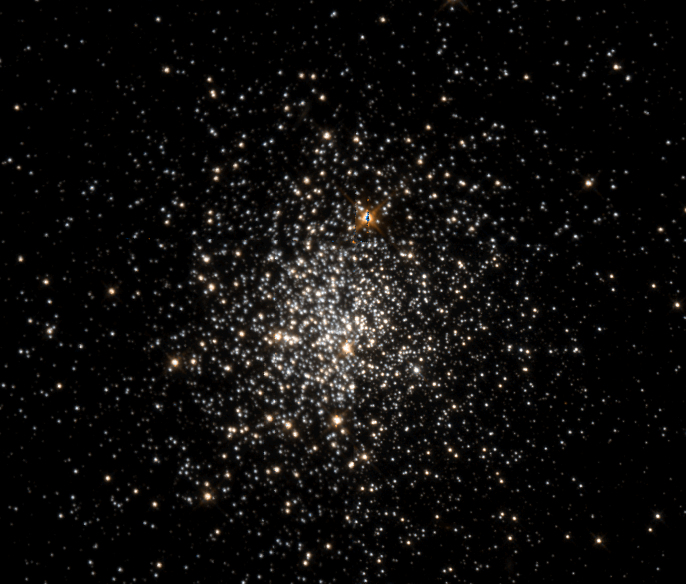
NGC 1868 par le télescope spatial Hubble.